# Mercedes-Benz M11
Il Mercedes-Benz M11 (o Daimler-Benz M11) è un motore a scoppio prodotto dal 1929 al 1935 dalla Casa automobilistica tedesca Daimler-Benz per il suo marchio automobilistico Mercedes-Benz.

## Caratteristiche

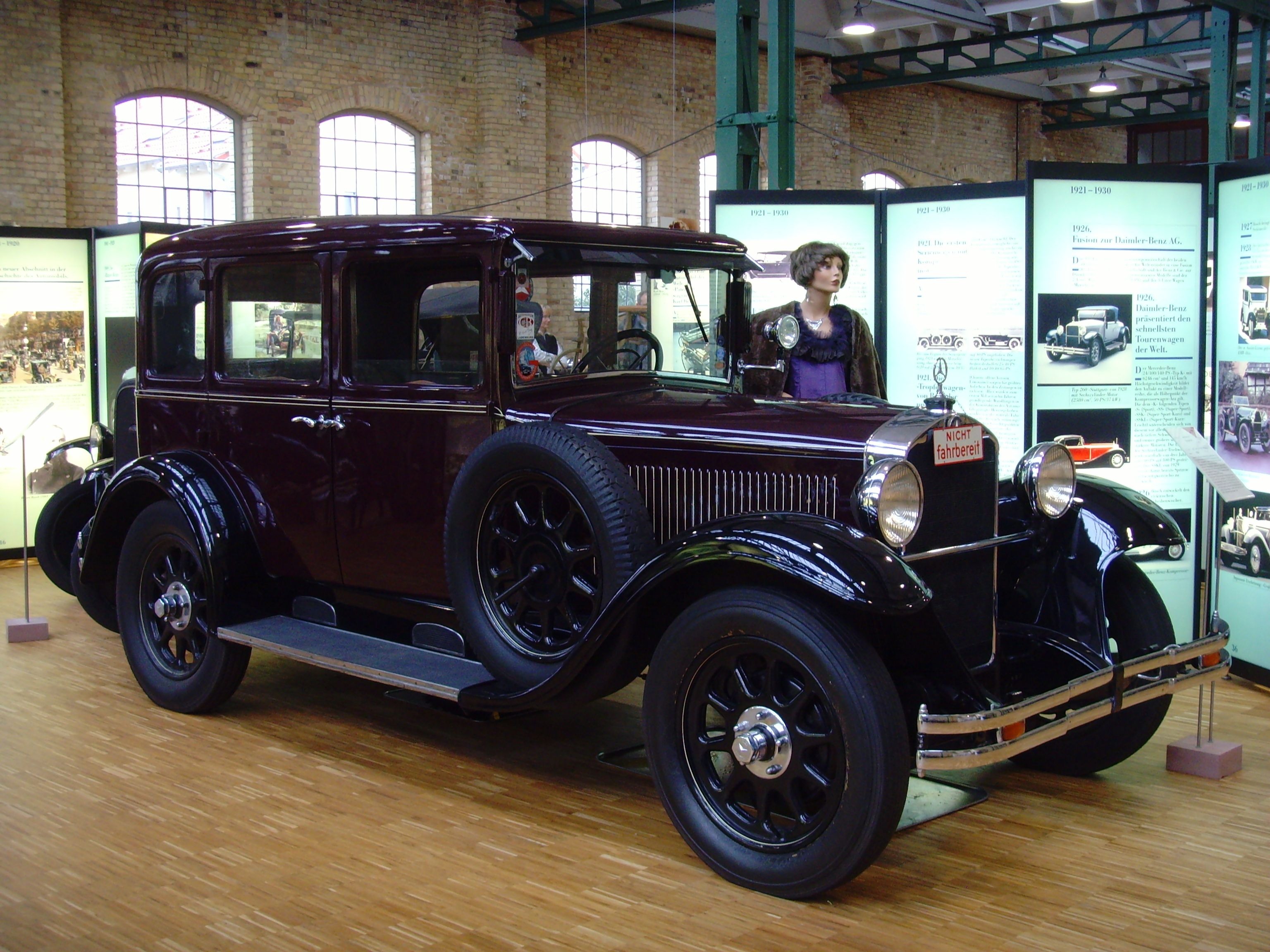
Una delle applicazioni del motore M11 fu la 260 Stuttgart

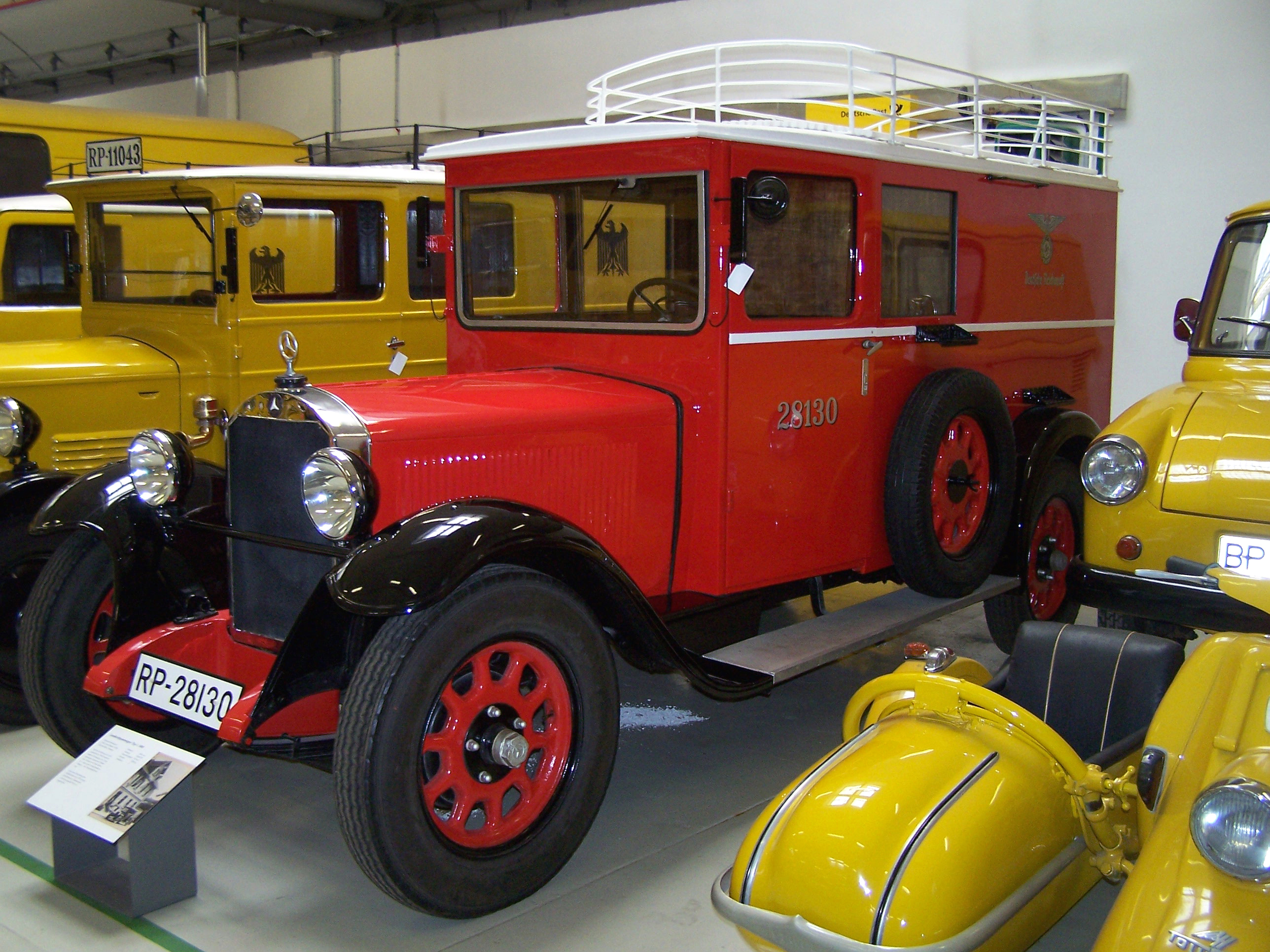
Un'altra applicazione fu il camion L1000

È un motore di concezione tradizionale, nato dalla rialesatura del motore M02 e caratterizzato come segue:
- architettura a 6 cilindri in linea;
- basamento e testata in ghisa;
- alesaggio e corsa: 74x100 mm;
- cilindrata: 2581 cm³;
- distribuzione a valvole laterali;
- alimentazione a carburatore;
- rapporto di compressione: 5:1 (dal 1930, 5.6:1);
- potenza massima: 50 CV (dal 1930, 53 CV) a 3400 giri/min;
- applicazioni: 
  - Mercedes-Benz 260 Stuttgart (1929-33);
  - Mercedes-Benz L750 W37 (1929-33)
  - Mercedes-Benz L1000 W137 (1929-35);
  - Mercedes-Benz 260 Kübelwagen (1934-35).

Questo motore è stato sostituito da due motorizzazioni, una più grande ed una più piccola. La più grande arrivò già nel 1933 e fu il motore M18 da 2.9 litri, mentre la più piccola esordì nel 1936 e fu il motore M143 da 2.3 litri.